# Fältarbetsskolan

Arméns fältarbetsskolas vapen 1952–1995.

Fältarbetsskolan (FarbS) är en truppslagsskola för ingenjörtrupperna inom svenska armén som verkat i olika former sedan 1943. Förbandsledningen är förlagd i Eksjö garnison i Eksjö.

## Historik
Redan den 5 augusti 1916 i Rommehed inleddes en försöksorganisation, och den 1 juli 1943 fick skolan en fast organisation under namnet Ingenjörtruppskolan. Den 8 september 1952 omorganiserades skolan och antog namnet Arméns fältarbetsskola. Den 1 juni 1981 införlivades Ingenjörtruppernas kadett- och aspirantskola (IngKAS) i Arméns fältarbetsskola.
Inför försvarsutredning 1988 föreslog försvarskommittén att truppslagsinspektörerna med truppslagsavdelningar vid Arméstaben skulle sammanslås med arméns strids- och skjutskolor samt övriga truppslagsskolor, vilka bildade så kallade truppslagscentrum. Denna omstrukturering resulterade i att arméns skolor avvecklades som självständiga enheter, och att och de nyuppsatta truppslagscentren från den 1 juli 1991 övertog ansvaret över utbildningen vid skolorna.
Den 30 juni 1991 upphörde skolan som självständigt förband. Arméns fältarbetsskola kom tillsammans med Arméstabens ingenjöravdelning (Ast/Ing) att uppgå den 1 juli 1991 i det nybildade Arméns fältarbetscentrum (FarbC). Under 1992 kom även Arméns ammunitionsröjningsskola (AmröjS) och ingenjörsdelen ur Artilleri- och ingenjörofficershögskolan (AIHS) att tillföras till Arméns fältarbetscentrum (FarbC). 
Genom försvarsbeslutet 1996 kom arméns samtliga truppslagscentra att avvecklas i och med den 31 december 1997. Detta ledde till att Arméns fältarbetscentrum avvecklades som enhet, och Arméns fältarbetsskola kom istället inordnas från den 1 januari 1998 som en del i Totalförsvarets ammunitions- och minröjningscentrum (SWEDEC). Skolan antog därmed namnet Fältarbetsskolan. Genom försvarsbeslutet 2000 överfördes Fältarbetsskolan den 1 juli 2000 till att bli en del i Göta ingenjörregemente (Ing 2).

## Verksamhet
Fältarbetsskolan är ett så kallat försvarsmaktsgemensamt förband, och har bland annat i uppgift att utbilda yrkes - och reservofficerare samt blivande yrkesofficerare inom fältarbete. Skolan är samtidigt Försvarsmaktens kompetenscentrum för utveckling av fältarbetsfunktionen samt utvecklingen av organisation, materiel och metoder och även ansvarar för publikationer och läromedel.

## Förläggningar och övningsplatser
Under de tidiga åren som försöksverksamhet pågick, var skolan förlagd i Rommehed (1916), Gävle (1917), Älvkarleö (1925). När skolan fick en fast organisation förlades skolan till Valhallavägen 134 samt Jakobsgatan 30 i Stockholm. Åren 1945–1948 var skolan samlokaliserad med Göta ingenjörkår i Eksjö garnison. Den 19 april 1948 förlades skolan till Minnörvillan i Frösundavik, där skolan samlokaliserades med Svea ingenjörkår (Ing 1). Som en del i mälarkarusellen kom Svea ingenjörregemente (Ing 1) och Arméns fältarbetsskola (FältarbS) att omlokaliseras 1970 till Almnäs garnison utanför Södertälje. Den 19 april 1970, det vill säga samma datum som skolan flyttade till Frösundavik, flyttade skolan till Södertälje. I Södertälje blev skolan kvar fram till sommaren 1991, då den kom att överföras till Arméns fältarbetscentrum (FarbC) i Eksjö garnison. Från årsskiftet 2002/2003 samlokaliserades skolan med Ing 2, efter att varit lokaliserade i lokaler på SWEDECs kasernområde.

## Heraldik och traditioner
År 1961 antog skolan, då benämnd Arméns fältarbetsskola, "Ikaros" som förbandsmarsch. Marschen antogs genom en skolorder den 12 februari 1974, och fastställdes genom en arméorder den 26 april 1976. Åren 1991–1997 delades marschen med Arméns fältarbetscentrum, och 1998–2001 med Totalförsvarets ammunitions- och minröjningscentrum.

## Förbandschefer
Förbandschefen tituleras skolchef och har sedan 2000 tjänstegraden överstelöjtnant.

- 1943–1944: Olof Sundell
- 1944–1946: Nils Ekman
- 1946–1951: Axel Welin
- 1951–1953: Nils Rabe
- 1953–1959: Tore Rahmqvist
- 1959–1961: Sten Wåhlin
- 1961–1969: Sven Grape
- 1969–1977: Harald Sonesson
- 1977–1979: Hans Carlsson
- 1979–1982: Stig Nordenstam
- 1982–1991: Jan Petre
- 1991–1992: Jan-Gunnar Isberg
- 1992–1998: Thomas Ekelöf
- 1998–1999: Michael Isaksson
- 2000–2003: Lennart Blom
- 2003–2007: Bruno Claesson
- 2007–2012: Anders Nygren
- 2012–2015: Lars Nilsson
- 2015–2017: Thommy Gustafsson
- 2017–2021: Stefan Axelsson
- 2022–2023: Thommy Gustafsson
- 2024–20xx: Sebastian Winther

## Namn, beteckning och förläggningsort
| Ingenjörtruppskolan    | 1943-07-01 | – | 1952-09-07 |
| Arméns fältarbetsskola | 1952-09-08 | – | 1997-12-31 |
| Fältarbetsskolan       | 1998-01-01 | – |            |

| IngS     | 1943-07-01 | – | 1952-09-07 |
| FältarbS | 1952-09-08 | – | 1997-12-31 |
| FarbS    | 1998-01-01 | – |            |

| Stockholms garnison (F) | 1943-07-01 | – | 1945-??-?? |
| Eksjö garnison (F)      | 1945-??-?? | – | 1948-04-18 |
| Frösunda (F)            | 1948-04-19 | – | 1970-05-18 |
| Almnäs garnison (F)     | 1970-05-19 | – | 1991-06-30 |
| Eksjö garnison (F)      | 1991-07-01 | – |            |